# Federación de Estudiantes de la Universidad Católica de Chile
La Federación de Estudiantes de la Universidad Católica de Chile (FEUC) es el organismo oficial de representación de los estudiantes de dicha universidad. Fundada en 1938, está encabezada por una Directiva de seis miembros, la Consejería Superior y Consejerías Territoriales que forman el Consejo Ejecutivo quienes representan a más de 30 000 alumnos de la universidad. Los representantes son elegidos por el periodo de un año mediante votación universal de los alumnos.

## Historia
La Federación de Estudiantes de la Pontificia Universidad Católica de Chile ha sido una de las organizaciones estudiantiles más importantes en la historia del país. Fundada el 26 de julio de 1938, su primer presidente fue José Piñera Carvallo, padre del expresidente de Chile, Sebastián Piñera.
Desde sus orígenes ha encabezado diversas iniciativas dentro y fuera de la Universidad, tanto a nivel educacional como social. A su vez, son muchas las personas que luego de haber pasado por la Federación siguieron una vida de servicio público tanto por la vía política como por el trabajo en distintas organizaciones y fundaciones públicas.
Uno de los hitos más importantes en la historia de la Federación y del país fue el proceso de Reforma Universitaria, también conocido como El movimiento del '67 que comenzó a principios de los años ’60, e incluyó la toma de la Casa Central de la Universidad cuando era presidente Miguel Ángel Solar (Democracia Cristiana Universitaria) y el lienzo El Mercurio miente. Las manifestaciones lograron la renuncia del rector Monseñor Alfredo Silva Santiago así como cambios radicales en las organizaciones de la Universidad, la Rectoría y el Consejo Superior.
Entre 1967 y 1973 la Federación de Estudiantes jugó un papel importante en la dirección de la Universidad Católica; de la mano del Movimiento Gremial y de Jaime Guzmán que tuvo un rol fundamental en la oposición al proyecto de la Escuela Nacional Unificada levantado por la UP.
Durante la Dictadura en Chile, no existieron votaciones universales para elegir a las directivas de la federación, por lo que la mayoría de las presidencias FEUC fueron designadas.
En 1985 y siendo rector Juan de Dios Vial Correa se restablece la votación universal para elegir a la Directiva de Federación y los cargos de representación territorial. La Directiva de la Federación será ocupada tanto por el Movimiento Gremial como por representantes de la centro izquierda y centro derecha que luego serán conocidos dirigentes políticos del país como Tomás Jocelyn-Holt, Álex Figueroa, Clemente Pérez, Alberto Undurraga, Claudio Orrego, Fulvio Rossi y Giorgio Jackson. 

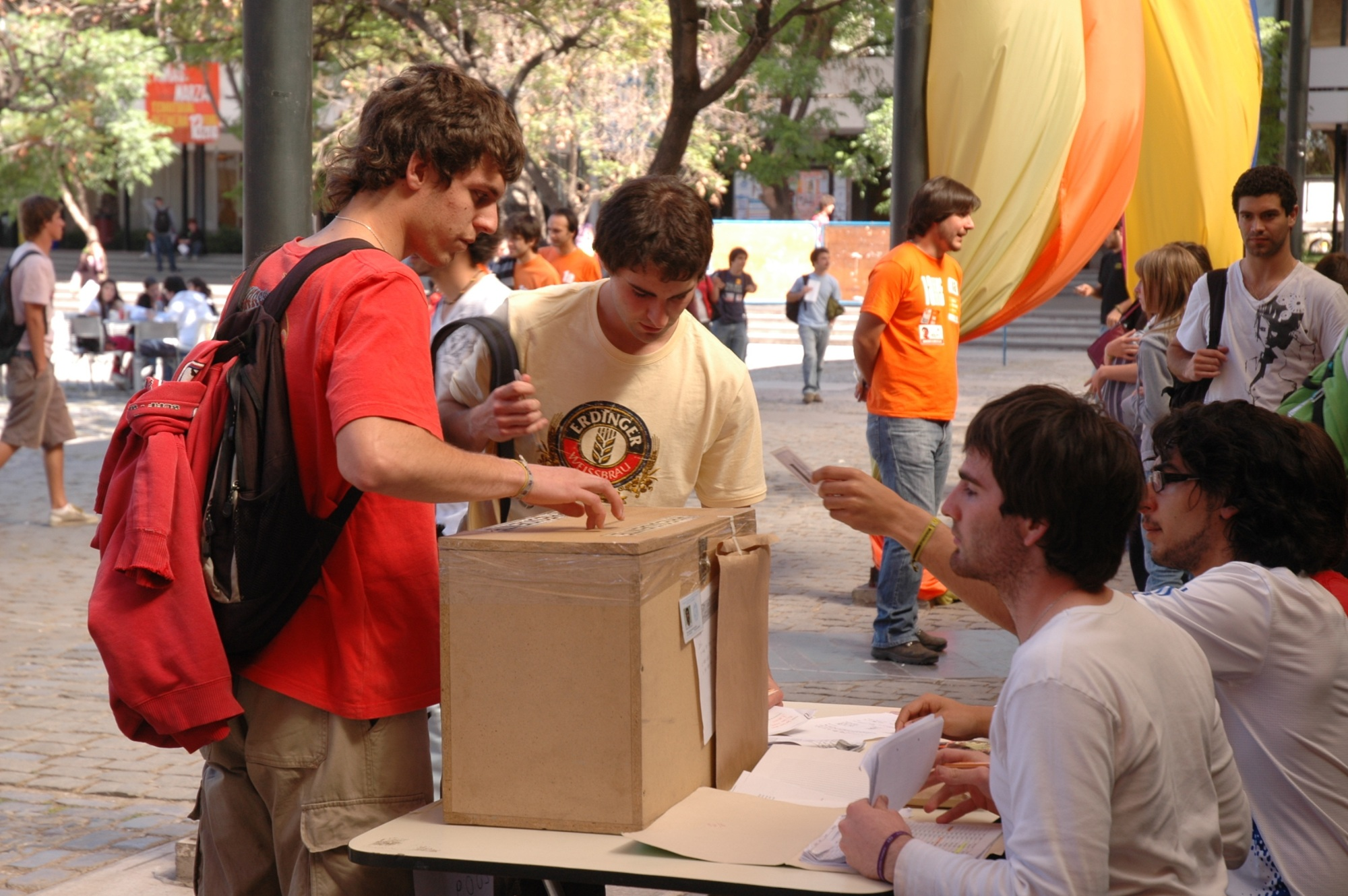
Alumnos votando en las elecciones de la Federación en noviembre de 2009.

Desde el año 2009 hasta el 2014 la Federación fue liderada por el movimiento Nueva Acción Universitaria (NAU) de centroizquierda.
Durante el gobierno de Sebastián Piñera, las federaciones de la NAU fueron impulsoras de las reformas al sistema educacional junto al Movimiento Estudiantil.[cita requerida] Si bien, parte de las demandas fueron recogidas en el programa de gobierno de Michelle Bachelet resultando en un triunfo para el Movimiento Estudiantil, el año 2014, y tras 6 años, el Movimiento Gremial retornó al mando de la FEUC bajo el liderazgo del estudiante de derecho Ricardo Sande, conformando esta la primera gran derrota contra el Movimiento Estudiantil desde su inicio en 2011. La gestión de Sande se vio marcada por la remoción, por primera vez, de la FEUC de la vocería de la CONFECh. 
En 2015 por primera vez desde su creación, la Nueva Acción Universitaria (NAU) pierde las elecciones en primera vuelta, dando paso a la plataforma Crecer, liderada por el estudiante de Derecho Daniel Gedda. Crecer posteriormente se impondría al Movimiento Gremial en segunda vuelta, marcando así el retorno de la izquierda a la FEUC desde Álvaro Ramis en 1998. La gestión de Crecer se vio abruptamente interrumpida por el escándalo provocado por los excesivos gastos de la Semana Novata 2016, lo que le costó la salida al encargado de finanzas y miembro de la Directiva, Sebastián González.
En 2016, la NAU recupera la FEUC con Sofía Barahona a la cabeza al imponerse en segunda vuelta sobre el movimiento Solidaridad. La FEUC 2017 marca un giro a la izquierda de la Nueva Acción Universitaria (NAU). Tomando algunas banderas levantadas el año anterior por Crecer, quien vio en ese mismo año su disolución por problemas de encubrimiento de abusos sexuales por un grupo de personas con amplio prontuario por denuncias públicas. De esta gestión, destaca la participación en un Plebiscito sobre el Aborto en 3 causales, organizado y levantado por la Secretaría de Género y Sexualidades UC, y que congregó a todos los movimientos y partidos políticos desde la centro izquierda hasta la izquierda más radical de la Universidad.   
En 2017, la Nueva Acción Universitaria (NAU) logró imponerse nuevamente sobre Solidaridad para la administración de la FEUC 2018. Liderados por la estudiante de Pedagogía en Educación Parvularia, Josefina Canales, por primera vez en la historia de la FEUC se produjo un cambio de mando protagonizado por dos mujeres. Sin embargo, la presidencia de Canales no duraría más que unos meses, ya que por problemas de salud se vio obligada a renunciar, asumiendo el estudiante de Ingeniería, Francisco Morales como presidente FEUC. 
En 2018, la Nueva Acción Universitaria (NAU) se impondría una vez más ante el gremialismo en la segunda vuelta de las elecciones FEUC 2019, esta vez con Belén Larrondo como presidenta, la quinta mujer en la historia de la federación quien ocupe este cargo.
Luego de una profunda crisis nacional y el estallido social ocurrido en octubre de 2019, las elecciones del consejo fueron postergadas hasta abril de 2020. Sin embargo, la pandemia de COVID-19 obligó a suspender las elecciones nuevamente. Por lo que se conformó en abril una comisión provisoria de los estatutos del consejo mientras al mismo tiempo se llamó a una Mesa Interina, la cual estaría conformada por miembros del consejo (Consejeros territoriales o Presidentes de centros de alumnos/estudiantes). El 24 de abril fueron las elecciones de la mesa posterior a la renuncia de la FEUC 2019, teniendo como presidenta a Amaranta Valdivieso.

## Consejo de Federación
El Consejo de la Federación es el máximo organismo deliberativo y federativo de los alumnos de la Universidad. Es la entidad final encargada de aprobar o rechazar todas las proposiciones hechas por los distintos organismos de la Federación, así como la modificación de los estatutos de la Federación. El Consejo está compuesto por la Directiva, el Consejero Superior, los Consejeros Territoriales y Centros Estudiantiles (o Centros de Alumnos). Las sesiones del Consejo son abiertas y sus actas son públicas pudiendo asistir cualquier miembro de la comunidad Universitaria.

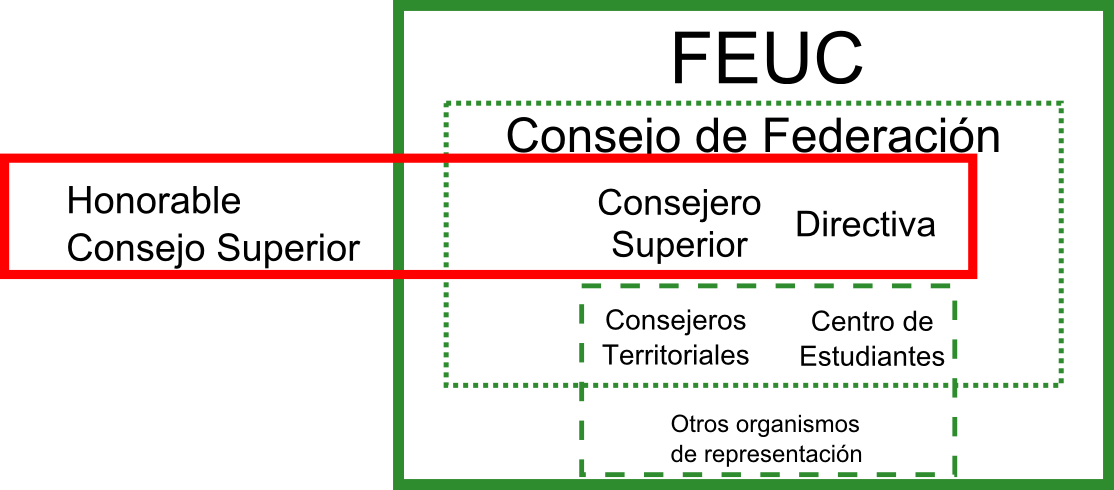
Diagrama de representación en la Universidad Católica

### Directiva
La Directiva es el organismo Ejecutivo de la Federación. Está compuesta por seis miembros, entre los cuales se reparten tres votos en el Consejo de Federación. El presidente de la Directiva es, a la vez, el presidente de toda la Federación de Estudiantes y los representa a estos, con derecho a voz en el Consejo Superior de la Universidad y voto desde 2018.
El organismo es elegido de forma democrática por los estudiantes, mediante el voto directo, por una de las listas de partidos que se presenten.

### Consejero Superior
El consejero superior tiene como misión fundamental representar a los estudiantes ante el Honorable Consejo Superior de la Universidad. Está a cargo de la comunicación entre el Consejo de Federación, los Centros de Estudiantes y el Consejo Superior donde, a partir del 2018 obtuvo derecho a voto al igual que el presidente de la FEUC. Es elegido por votación directa anualmente por los estudiantes de la Universidad y preside el Consejo Académico, instancia compuesta por todos los consejeros y subconsejeros académicos de cada unidad académica.

### Consejeros Territoriales
El cargo de consejero territorial es el contacto entre la Facultad y la Federación de Estudiantes. Los consejeros territoriales se eligen anualmente, junto a las elecciones para Federación y Consejero Superior.
| Consejeros Territoriales 2025    | Consejeros Territoriales 2025 | Consejeros Territoriales 2025 | Consejeros Territoriales 2025 |
| Territorio                       | Nombre                        | Movimiento político           | Movimiento político           |
| -------------------------------- | ----------------------------- | ----------------------------- | ----------------------------- |
| Agronomía e Ingeniería Forestal  | Josefina Izurieta             |                               | MG                            |
| Agronomía e Ingeniería Forestal  | Tomás Guajardo                |                               | NAU!                          |
| Astronomía, Física y Matemáticas | Luca Sacco                    |                               | IND                           |
| Ciencias Biológicas              | Mariana García                |                               | SDD                           |
| Ciencias de la Salud             | Monserrat Marinzulich         |                               | SURG                          |
| Ciencias de la Salud             | Ethiel Barrientos             |                               | NAU!                          |
| Ciencias de la Salud             | Javiera Toro                  |                               | MG                            |
| College                          | Tomás Cádiz                   |                               | MG                            |
| College                          | Altué Úbeda                   |                               | NAU!                          |
| College                          | Agustín Villarrubia           |                               | SDD                           |
| Comunicaciones                   | Antonia Middleton             |                               | BUS-UC                        |
| Construcción Civil               | Vicente Santibañez            |                               | SDD                           |
| Derecho                          | Mario Edwards                 |                               | MG                            |
| Derecho                          | Facundo Valenzuela            |                               | SDD                           |
| Derecho                          | Antonia Rebolledo             |                               | NAU!                          |
| Educación                        | Constanza Gallardo            |                               | SURG                          |
| Educación                        | Calen Dote                    |                               | FA-UC                         |
| Educación                        | Camila Taiba                  |                               | NAU!                          |
| Enfermería                       | Mariana Chamorro              |                               | NAU!                          |
| Gobierno                         | Jorge Muñoz                   |                               | AVZ                           |
| Humanidades                      | Isidora Gárate                |                               | NAU!                          |
| Humanidades                      | Francisca Ayala               |                               | FA-UC                         |
| Ingeniería Civil                 | Tomás Beckdorf                |                               | SDD                           |
| Ingeniería Civil                 | Renato Sprohnle               |                               | SDD                           |
| Ingeniería Civil                 | Exy Garay                     |                               | NAU!                          |
| Ingeniería Civil                 | Juan Agüero                   |                               | NAU!                          |
| Ingeniería Civil                 | Andrés Ferrer                 |                               | MG                            |
| Ingeniería Comercial             | Trinidad Zavala               |                               | SDD                           |
| Ingeniería Comercial             | Martín Apparcel               |                               | MG                            |
| Ingeniería Comercial             | Sebastián Schittli            |                               | AVZ                           |
| Lo Contador                      | Cristina Miranda              |                               | IND                           |
| Lo Contador                      | Valentina Silva               |                               | NAU!                          |
| Lo Contador                      | Antonia Barra                 |                               | FA-UC                         |
| Medicina                         | Amara Hernández               |                               | MG                            |
| Odontología                      | Josefina Sierra               |                               | AVZ                           |
| Oriente                          | Tamara Cáceres                |                               | JJCC-UC                       |
| Psicología                       | Elisa Horn                    |                               | NAU!                          |
| Química                          | Bernardita Sotelo             |                               | IND-SURG                      |
| Ciencias Sociales y Teología     | Emilia Martínez               |                               | JJCC-UC                       |
| Ciencias Sociales y Teología     | León Fernández                |                               | NAU!                          |
| Villarica                        | Gabriel Pincheira             |                               | IND                           |

### Centros de Estudiantes
La universidad posee 40 centros de estudiantes, los cuales están destinados a la coordinación de las actividades de los alumnos.
Cada año se realizan votaciones para la elección de lista de centro de alumnos. El centro de alumnos de la Facultad de Artes es elegido cada 2 años.

## Movimientos políticos universitarios
Dentro de la Universidad existen distintos movimientos políticos que manifiestan el pensar del alumnado y su objetivo es alcanzar los cargos estudiantiles de representación como los Delegados Generacionales, Centros de Estudiantes, Consejería de Carrera, Consejería Territorial, Consejería Superior y FEUC.

### Movimientos y colectivos actuales
| Movimientos y Colectivos Políticos Universitarios | Movimientos y Colectivos Políticos Universitarios | Movimientos y Colectivos Políticos Universitarios | Movimientos y Colectivos Políticos Universitarios | Movimientos y Colectivos Políticos Universitarios | Movimientos y Colectivos Políticos Universitarios      | Movimientos y Colectivos Políticos Universitarios | Movimientos y Colectivos Políticos Universitarios |
| Nombre                                            | Nombre                                            | Nombre                                            | Sigla                                             | Posición                                          | Ideología                                              | Representación en Consejo Ejecutivo               | Eslogan                                           |
| ------------------------------------------------- | ------------------------------------------------- | ------------------------------------------------- | ------------------------------------------------- | ------------------------------------------------- | ------------------------------------------------------ | ------------------------------------------------- | ------------------------------------------------- |
|                                                   |                                                   | Nueva Acción Universitaria                        | NAU!                                              | Centroizquierda                                   | Progresismo Socialdemocracia Socialcristianismo        | 12/41                                             | ¡Así quiero la UC!                                |
|                                                   |                                                   | Movimiento Gremial                                | MG                                                | Derecha Extrema derecha                           | Gremialismo Neoconservadurismo Nacionalismo católico   | 7/41                                              | Es hora de actuar                                 |
|                                                   |                                                   | Solidaridad                                       | SDD                                               | Centroderecha Derecha                             | Socialcristianismo Conservadurismo Derecha cristiana   | 7/41                                              | Comienza el cambio!                               |
|                                                   |                                                   | Avanzar                                           | AVZ                                               | Centro Centroderecha                              | Liberalismo Liberalismo clásico Liberalismo Progesista | 3/41                                              | Libertad, justicia, fraternidad y democracia      |
|                                                   |                                                   | Frente Amplio UC                                  | FA-UC                                             | Izquierda                                         | Socialismo libertario Feminismo interseccional         | 3/41                                              | Con fuerza y esperanza                            |
|                                                   |                                                   | Surgencia                                         | SURG                                              | Izquierda                                         | Feminismo interseccional                               | 3/41                                              | Seamos Marea                                      |
|                                                   | Partido_Comunista_de_Chile                        | Juventudes Comunistas UC                          | JJCC-UC                                           | Izquierda Extrema izquierda                       | Comunismo Marxismo-leninismo Antineoliberalismo        | 2/41                                              | ¡Rebélate! Contigo la juventud avanza             |
|                                                   |                                                   | Brigada Socialista Universitaria UC               | BUS-UC                                            | Centroizquierda                                   | Progresismo Socialdemocracia Socialismo democrático    | 1/41                                              | Comprometidos con los cambios para un Chile mejor |

### Movimientos disueltos/extintos
| Nombre                                | Sigla | Logo | Posición                  | Ideología                                                    |
| ------------------------------------- | ----- | ---- | ------------------------- | ------------------------------------------------------------ |
| Conservadores UC                      | CON   |      | Extrema derecha           | Ultraconservadurismo Fundamentalismo cristiano Antifeminismo |
| Crecer                                | CR    |      | Izquierda                 | Socialismo libertario                                        |
| Democracia Cristiana Universitaria    | DCU   |      | Centro Centroizquierda    | Democracia cristiana Socialcristianismo                      |
| Opción Independiente                  | OI    |      | Centro Centroizquierda    | Liberalismo Socialdemocracia Socialcristianismo              |
| Liberales UC                          | LUC   |      | Centroderecha             | Liberalismo Liberalismo cultural Libertarismo                |
| U-05 (DCU, JS, MRU, SurDA y Sector)   | U-05  |      | Centroizquierda Izquierda | Progresismo Socialdemocracia                                 |
| K3 (Juventudes Concertación)          | K3    |      | Centroizquierda           | Progresismo Socialdemocracia                                 |
| Caridad                               | -     |      | Independiente             |                                                              |
| Izquierda Autónoma UC                 | IA    |      | Izquierda                 | Autonomismo                                                  |
| UC Pública                            | UC-P  |      | Izquierda                 | Socialismo democrático                                       |
| Convergencia Derecho UC               | CVG   |      | Izquierda                 | Socialismo Marxismo Izquierda cristiana                      |
| Frente de Estudiantes de Izquierda    | FEI   |      | Izquierda                 | Socialismo democrático                                       |
| Movimiento Universitario de Izquierda | MUI   |      | Extrema izquierda         | Marxismo-leninismo Comunismo Guevarismo                      |
| Ser College                           |       |      | Izquierda                 | Progresismo                                                  |